# Diadelioides
Diadelioides is een kevergeslacht uit de familie van de boktorren (Cerambycidae). De wetenschappelijke naam van het geslacht werd voor het eerst geldig gepubliceerd in 1940 door Breuning.

## Soorten
Diadelioides omvat de volgende soorten:
- Diadelioides bipunctatus Breuning, 1940
- Diadelioides camerunensis Breuning, 1942
- Diadelioides crassepuncta Breuning, 1940
- Diadelioides exiguus Breuning, 1943
- Diadelioides ghesquierei Breuning, 1952
- Diadelioides glabricollis Breuning, 1947
- Diadelioides lateraliplagiatus Breuning, 1940
- Diadelioides minor Breuning, 1940
- Diadelioides similis Breuning, 1940
- Diadelioides strandi Breuning, 1940
- Diadelioides unicolor Breuning, 1940